# Споменик Милунки Савић у Београду
Споменик Милунки Савић је споменик који се налази у општини Вождовац, а откривен је 2024. године.

## Опште информације
Споменик се налази на углу Мештровићеве и Улице Браће Јерковић, у којој је Милунка Савић провела последње године живота, а откривен је 27. јуна 2024. године, уочи Видовдана, дана рођења Савићеве.
Аутори споменика су Зоран Ивановић и Јелена Атанасковић. Српско осигуравајуће друштво Дунав осигурање помогло је подизање споменика, а он је освештан од стране епископа хвостанског Алексеја. На споменику, Милунки Савић се у десној руци налази пушка, а у левој девојчица.
Званичном откривању споменика присуствовали су потомци Савићеве, велики број грађана, представници Војске Србије, Српске православне цркве, ратних ветерана, српски политичари и други.
Милунка Савић била је  била је српска јунакиња Балканских ратова и Првог светског рата, наредник у Другом пуку српске војске „Књаз Михаило“, као и жена са највише одликовања у историји ратовања. Рањавана је у борбама девет пута, а због неизмерне храбрости Французи су је прозвали „српска Јованка Орлеанка“.